# Campo (Córsega do Sul)
Campo é uma comuna francesa na região administrativa de Córsega, no departamento de Córsega do Sul. Estende-se por uma área de 3,3 km². 